# Георгадзе, Пантелеймон Иванович
Пантелеймон Иванович Георгадзе (груз. პანტელეიმონ ივანეს ძე გიორგაძე; 17 августа 1925, с. Гоми Самтредского района, Грузия — 3 марта 2009, Тбилиси) — грузинский политический деятель. Председатель Единой коммунистической партии Грузии с 1992 года. Отец политика Игоря Георгадзе.

## Биография
Учился на горном факультете Грузинского индустриального училища. В 1948 году окончил Алма-Атинское пограничное училище, в 1959 году — Военный институт КГБ при Совете министров СССР, в 1973 году — Военную академию Генерального штаба Вооружённых Сил СССР имени Маршала Советского Союза К. Е. Ворошилова. Заместитель председателя—секретарь Совета СКП-КПСС с 26 января 1997 года, сопредседатель Народно-патриотического союза Грузии.
Во времена Михаила Саакашвили Гиоргадзе и возглавляемая им партия выступала с резкой критикой. В 2006 году Гиоргадзе отметил: «Президент Саакашвили и его команда — это кровожадные неофашисты. Они являют собой проамериканское, пронатовское, протурецкое, проевропейское, но никак не прогрузинское направление политики».
В 2006 году в доме Пантелеймона Георгадзе был проведён обыск во время спецоперации полицейских сил по аресту сторонников его сына. В ходе операции, проходившей по всей стране, были проведены обыски и аресты родственников Игоря Георгадзе и десятков его сторонников. У самого Пантелеймона Георгадзе полиция изъяла наградное оружие — пистолет, подаренный Фиделем Кастро. По словам Георгадзе, члены компартии подвергаются репрессиям со стороны властей.
В августе 2007 года провёл в Цхинвале встречу с представителями осетинской общественности, делегацию которых возглавляли академик Нафи Джусойты и Таймураз Хутиев. На встрече Георгадзе заявил: «Встреча показала, что мы едины в нашем стремлении к миру. Осетинский и грузинский народы устали. Устали за восемнадцать лет войны. Мы убедились, что осетины всей душой хотят мира. Они не хотят при этом режиме жить в составе Грузии». В 2007 году награждён орденом Дружбы Южной Осетии.
Умер 3 марта 2009 года в Тбилиси.

## Семья
Сын - Игорь Пантелеймонович Гиоргадзе (род. 1950), министр госбезопасности Грузии в 1993-1995 годах.